# Lake Altham
Lake Altham är en sjö i Australien. Den ligger i delstaten Western Australia, omkring 290 kilometer sydost om delstatshuvudstaden Perth. Lake Altham ligger 282 meter över havet. Arean är 2,3 kvadratkilometer. Den sträcker sig 2,1 kilometer i nord-sydlig riktning, och 1,5 kilometer i öst-västlig riktning.
Trakten runt Lake Altham består i huvudsak av gräsmarker. Trakten runt Lake Altham är nära nog obefolkad, med mindre än två invånare per kvadratkilometer. Genomsnittlig årsnederbörd är 447 millimeter. Den regnigaste månaden är maj, med i genomsnitt 74 mm nederbörd, och den torraste är januari, med 9 mm nederbörd.